# David Keith
David Keith Lemuel (Knoxville, Tennessee, 8 de mayo de 1954) es un actor y director estadounidense. Es popularmente reconocido por sus roles secundarios en la película Oficial y caballero (An Officer and a Gentleman), por el cual ganó un Globo de Oro, al igual que sus actuaciones en U-571 y Chica de verano (Raise Your Voice).

## Biografía
David Keith nació en Knoxville, Tennessee, en 1954.  Se graduó como bachiller en arte, voz y teatro en la Universidad de Tennessee.
Tuvo sus primeros papeles cinematográficos en The Rose, junto a Bette Midler, en 1979; The Great Santini (El Gran Santini, 1979), como un matón local, en Brubaker (1980), y en Oficial y caballero, más conocida en Latinoamérica como Reto al destino, en 1982.
Su gran papel fue como coprotagonista de Richard Gere en la película de 1982 Oficial y caballero, como el infamado aspirante Sid Worley, lo que le valió un reconocimiento como Estrella del Año y un Globo de Oro como mejor actor secundario.
Luego le siguieron roles en los filmes The Lords of Discipline (Los señores de la disciplina, 1983) y White of the Eye (1987), y volvió a destacar como mejor actor de reparto junto a Matthew McConaughey en el film bélico U-571 (2000).
En 1984 actuó junto a Drew Barrymore en la película de terror Firestarter (1984), y más tarde, junto a Brooke Shields en Running Wild (1992).  También actuó en el filme El secreto de los Andes (1999). Keith ha dado vida a personajes variados en roles dramáticos interpretando un estilo particular de tipos duros, estructurados y enérgicos salvo en Reto al destino donde es un destacado cadete, disciplinado pero muy sensible y débil en el fondo.
Keith supo mantenerse vigente y ha aparecido recientemente en los films Hawaii Five-0, de 2010, y como el padre de Allen Robert, Allen John, en la efímera serie dramática de Fox Lone Star, de (2010).

## Filmografía (Selección)
| Año  | Título                    | Título original            | Personaje          | Notas                                                              |
| ---- | ------------------------- | -------------------------- | ------------------ | ------------------------------------------------------------------ |
| 1979 | La rosa                   | The Rose                   | Mal                |                                                                    |
| 1980 | Brubaker                  | Brubaker                   | Larry Lee Bullen   |                                                                    |
| 1982 | Oficial y caballero       | An Officer and a Gentleman | Sid Worley         |                                                                    |
| 1983 | Hombres de hierro         | The Lords of Discipline    | Will McLean        |                                                                    |
| 1984 | Ojos de fuego             | Firestarter                | Andrew McGee       |                                                                    |
| 1985 | Gulag                     | Gulag                      | Mickey Almon       | Película para televisión                                           |
| 1994 | Pelota mágica 2           | Ligas mayores 2 2          | Jack Parkman       |                                                                    |
| 1994 | Buen policía, mal policía | Raw Justice                | Mace               |                                                                    |
| 1995 | La llave mágica           | The Indian in the Cupboard | Boone              |                                                                    |
| 1999 | El secreto de los Andes   | Secret of the Andes        | Brooks Willings    |                                                                    |
| 2000 | U-571                     | U-571                      | Matthew Coonan     |                                                                    |
| 2000 | Hombres de honor          | Men of Honor               | Capitán Hartigan   |                                                                    |
| 2001 | Epoch                     | Epoch                      | Mason Rand         | Película para televisión                                           |
| 2002 | Carrie                    | Carrie                     | Detective Mulchaey | Película para televisión                                           |
| 2003 | Daredevil                 | Daredevil                  | Jack Murdock       |                                                                    |
| 2003 | Jaque a la muerte         | Epoch: Evolution           | Mason Rand         | Película para televisión y secuela de Epoch con el mismo personaje |
| 2004 | La chica del verano       | Raising Your Voice         | Simon Fletcher     |                                                                    |
| 2006 | Un periodista con suerte  | Bottoms Up                 | Tío Earl Peadman   |                                                                    |
| 2007 | Succubus: Hell-Bent       | Succubus: Hell-Bent        | Wallace            |                                                                    |